# Ford Corsair
Ford Corsair — автомобиль средней ценовой категории британского филиала компании Ford, выпускавшаяся в кузовах «седан» (четырёхдверный, на экспорт было поставлено некоторое количество двухдверных) и «универсал» с 1964 по 1967 год. Немногочисленные кабриолеты поставлялись кузовным ателье «Crayford».

## История создания
Corsair был создан на основе удлинённого шасси Ford Cortina Mk. I. Публике модель была представлена в октябре 1963 года на Лондонском автосалоне, а в серийное производство пошла только в 1964.
Автомобиль имел необычный дизайн с заострённой передней частью, создатели которого определённо черпали вдохновение в формах североамериканского Ford Thunderbird модели 1961-63 годов, хотя при переносе на семейный седан, на четверть более короткий по сравнению с «Ти-Бёрдом» и имеющий совершенно иные пропорции, такая стилистика производила довольно странное впечатление и оценивалась как спорная.

## Описание
Изначально автомобиль предлагался с 1,5-литровым вариантом четырёхцилиндрового двигателя Kent (60 л.с.). В 1965 году появились новые двигатели конфигурации V4, объёмом 1663 см³, а позднее (с 1966 года) — 2 литра (версия «L»). Эти силовые агрегаты встретили весьма смешанную реакцию у покупателей, так как по сравнению с рядными моторами они сильно вибрировали на холостом ходу и были шумными на скорости.

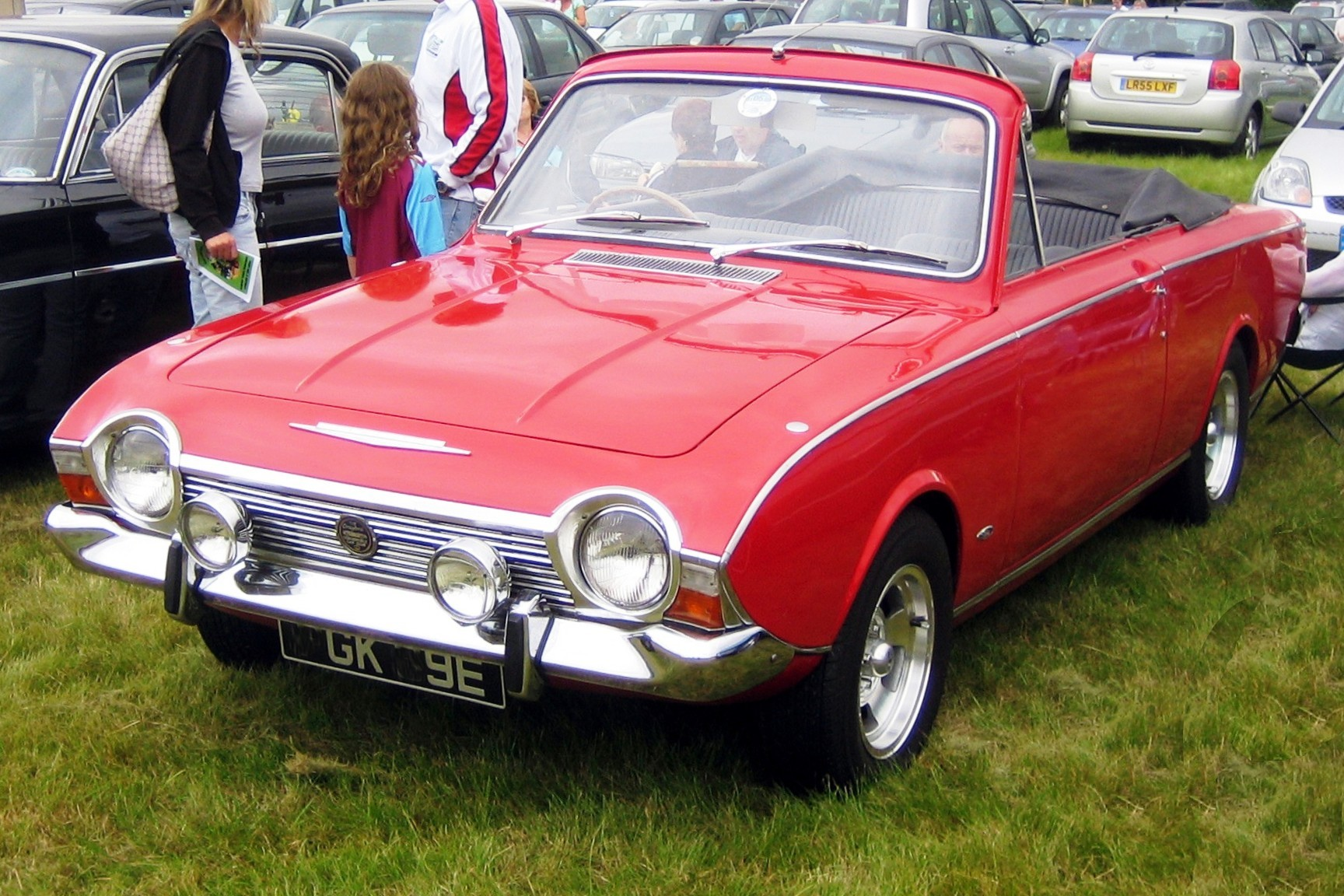
Кабриолет 1967 года выпуска.

В 1966 году в гамме кузовов появился универсал, поставлявшийся ателье «Abbott».
С 1967 года была представлена линия «Executive» (модель 2000Е)с двухлитровым двигателем и уникальным внешним декором, направленная на конкуренцию с аналогичным люксовым седаном с четырёхцилиндровым двигателем — моделью Rover 2000, и стоившая 1008 фунтов (против цены «Ровера» в 1357 фунтов стерлингов).
В 1970 году Corsair был заменён моделью Ford Cortina Mk. III, которая была существенно крупнее предыдущего поколения и соответственно заняла место в среднем ценовом диапазоне, ранее принадлежавшее Ford Corsair. Сама Cortina прежних поколений была заменена новой моделью Ford Escort. Продолжателем традиций спортивного имиджа Corsair стала модель Ford Capri. За шесть лет производства было выпущено около 310 тысяч Corsair.